# Diego Esaú Gómez Medina
Diego Esaú Gómez Medina (Pabellón de Arteaga, 10 settembre 2003) è un calciatore messicano, centrocampista del Necaxa e della nazionale messicana.

## Caratteristiche tecniche
È un centrocampista difensivo.

## Carriera

### Club
È cresciuto nel settore giovanile del Necaxa ed ha debuttato in prima squadra il 15 gennaio 2022 nell'incontro di Liga MX perso 4-0 contro il Monterrey. Il 17 febbraio 2024 ha segnato il suo primo gol in carriera nella trasferta pareggiata 1-1 contro il Querétaro.

### Nazionale
Ha giocato nella nazionale messicana Under-20.
Il 31 maggio 2024 ha esordito con la nazionale maggiore messicana nell'amichevole vinta 1-0 contro la Bolivia.

## Statistiche

### Presenze e reti nei club
Statistiche aggiornate al 4 marzo 2025.
| Stagione        | Squadra         | Campionato      | Campionato | Campionato | Coppe nazionali | Coppe nazionali | Coppe nazionali | Coppe continentali | Coppe continentali | Coppe continentali | Altre coppe | Altre coppe | Altre coppe | Totale | Totale | Totale |
| Stagione        | Squadra         | Comp            | Pres       | Reti       | Comp            | Pres            | Reti            | Comp               | Pres               | Reti               | Comp        | Pres        | Reti        | Pres   | Reti   |        |
| --------------- | --------------- | --------------- | ---------- | ---------- | --------------- | --------------- | --------------- | ------------------ | ------------------ | ------------------ | ----------- | ----------- | ----------- | ------ | ------ | ------ |
| 2021-2022       | Necaxa          | LMX             | 1          | 0          | -               | -               | -               | -                  | -                  | -                  | -           | -           | -           | 1      | 0      |        |
| 2022-2023       | Necaxa          | LMX             | 15         | 0          | -               | -               | -               | -                  | -                  | -                  | -           | -           | -           | 15     | 0      |        |
| 2023-2024       | Necaxa          | LMX             | 24         | 2          | -               | -               | -               | -                  | -                  | -                  | LC          | 0           | 0           | 24     | 2      |        |
| 2024-2025       | Necaxa          | LMX             | 13         | 0          | -               | -               | -               | -                  | -                  | -                  | LC          | 3           | 0           | 16     | 0      |        |
| Totale carriera | Totale carriera | Totale carriera | 53         | 2          |                 | -               | -               |                    | -                  | -                  |             | 3           | 0           | 56     | 2      |        |

### Cronologia presenze e reti in nazionale
| Cronologia completa delle presenze e delle reti in nazionale ― Messico | Cronologia completa delle presenze e delle reti in nazionale ― Messico | Cronologia completa delle presenze e delle reti in nazionale ― Messico | Cronologia completa delle presenze e delle reti in nazionale ― Messico | Cronologia completa delle presenze e delle reti in nazionale ― Messico | Cronologia completa delle presenze e delle reti in nazionale ― Messico | Cronologia completa delle presenze e delle reti in nazionale ― Messico | Cronologia completa delle presenze e delle reti in nazionale ― Messico |
| Data                                                                   | Città                                                                  | In casa                                                                | Risultato                                                              | Ospiti                                                                 | Competizione                                                           | Reti                                                                   | Note                                                                   |
| ---------------------------------------------------------------------- | ---------------------------------------------------------------------- | ---------------------------------------------------------------------- | ---------------------------------------------------------------------- | ---------------------------------------------------------------------- | ---------------------------------------------------------------------- | ---------------------------------------------------------------------- | ---------------------------------------------------------------------- |
| 31-5-2024                                                              | Chicago                                                                | Messico                                                                | 1 – 0                                                                  | Bolivia                                                                | Amichevole                                                             | -                                                                      | 85’                                                                    |
| Totale                                                                 |                                                                        | Presenze                                                               | 1                                                                      |                                                                        | Reti                                                                   | 0                                                                      |                                                                        |